# Maisoncelles (Haute-Marne)
Maisoncelles település Franciaországban, Haute-Marne megyében. Lakosainak száma 58 fő (2022. január 1.). Maisoncelles Audeloncourt, Levécourt és Vroncourt-la-Côte községekkel határos.

## Népesség
A település népességének változása:
| Lakosok száma | 87   | 81   | 64   | 60   | 55   | 53   | 58   | 61   | 61   | 58   |
|               | 1968 | 1982 | 1990 | 2006 | 2013 | 2015 | 2017 | 2019 | 2020 | 2022 |